# 西固凤仙花
西固凤仙花（学名：Impatiens notolophora）为凤仙花科凤仙花属的植物，是中国的特有植物。分布于中国大陆的四川、陕西、甘肃、河南等地，生长于海拔2,200米至3,600米的地区，常生长在混交林中及山坡林下阴湿处，目前尚未由人工引种栽培。